# Rødkleiva
Rødkleiva – wzgórze w Górach Skandynawskich. Leży we Frognerseteren, dzielnicy Oslo, stolicy Norwegii. 

## Sport
W 1952 roku rozgrywano tu zawody narciarstwa alpejskiego w slalomie w ramach VI Zimowych Igrzysk Olimpijskich, odbywających się w Oslo. Olimpijska trasa miała 422 m długości, a przewyższenie wynosiło 169 m. Trasa ta zaczynała się na wysokości 479 m, a kończyła na wysokości 310 m n.p.m. Stok narciarski otwarto w 1947 roku, jednak został zamknięty już w 1970 roku, a 18 lat później rozebrano ostatnie elementy wyciągu.
Już w pierwszej połowie XX wieku pojawiły się projekty zbudowania na Rødkleiva skoczni narciarskiej. W 2005 roku rozważano możliwość wybudowania tam skoczni mamuciej, jednak pomysłu nie zrealizowano. Przeciwko budowie były zarówno władze, mieszkańcy Oslo, jak i organizacje dbające o ochronę przyrody.

## Galeria

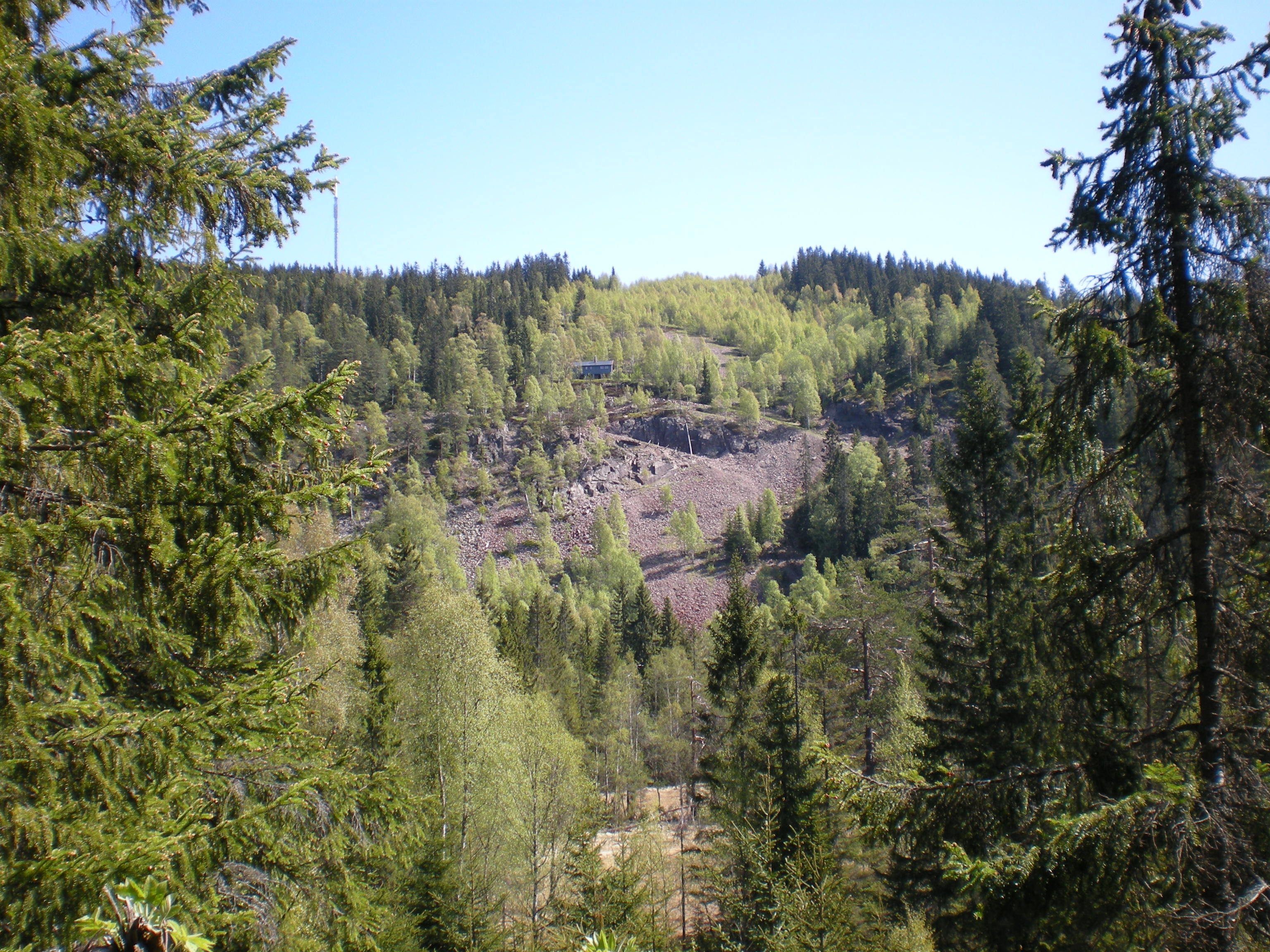
Rødkleiva w 2009 r.
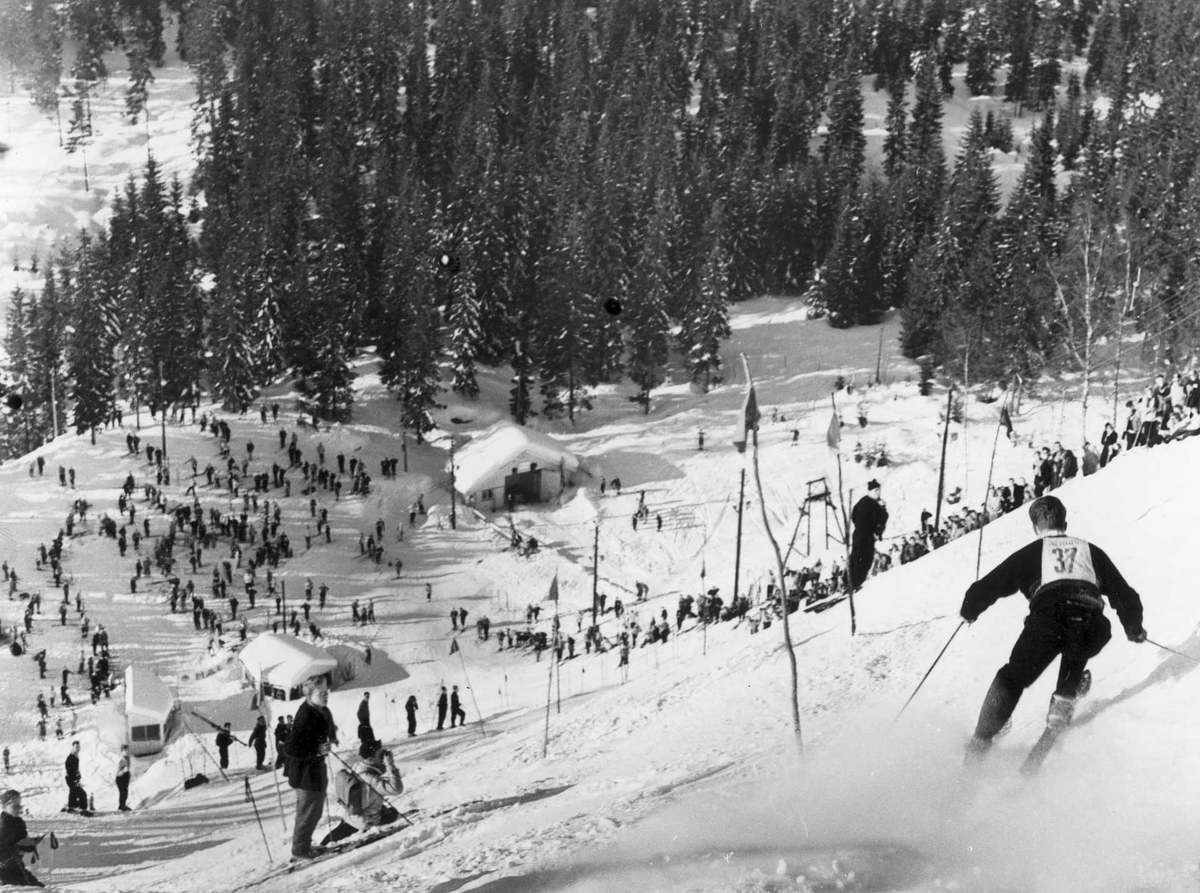
Stein Eriksen podczas ZIO 1952